# Kung-Fu Master
Kung-Fu Master, в Японии известная как Spartan X (яп. スパルタンX Suparutan X) — компьютерная аркадная игра 1984 года в жанре beat 'em up, разработанная и изданная в Японии Irem. Позже она была издана в Северной Америке компанией Data East. Японская версия основана на фильме Джеки Чана «Закусочная на колёсах», также известном как Spartan X в Японии, и упоминала в титрах «Paragon Films Ltd., Towa Promotion», которые выпустили фильм, на котором игра была основана. Игра считается одной из первых в жанре beat 'em up.

## Сюжет
Игрок выступает в роли Кэйдзи Томаса, мужчины в кэйкоги и шлёпанцах. Подружка Томаса, Сильвия, была похищена «Мистером Икс», и Томас должен пробиться через пять прокручивающихся в сторону этажей, наполненных врагами, чтобы спасти её.
Грубо обобщить суть игры можно фразой «бей людей, спасай девушку». Американская и английская версии игры открываются фразой «Томас и Сильвия были атакованы несколькими неизвестными парнями…».

## Игровой процесс
В этой ранней игре жанра beat 'em up игрок может заставить персонажа нанести удар рукой (кнопка A) или ногой (кнопка B). Каждое из движений может быть сделано стоя, в приседании или в прыжке. Удары рукой наносят повреждений в два раза больше, чем удары ногой (и приносят вдвое больше очков), но у них более короткая дистанция поражения.
Первый этаж храма, в котором происходит действие, содержит хватателей и бросателей ножей. На последующих уровнях появляются Том Том, ядовитые бабочки, огнедышащие драконы, змеи, и шары конфетти.
Каждый из пяти этажей заканчивается особым боссом, которого нужно победить, прежде чем перейти на следующий уровень по лестнице. На прохождение уровня даётся определённое время.
После прохождения всех пяти уровней, игра начинается сначала с повышенной сложностью, однако основные особенности игрового процесса остаются неизменными.